# Tập đoàn ING
Tập đoàn ING (tiếng Hà Lan: ING Groep) là một ngân hàng và dịch vụ tài chính đa quốc gia Hà Lan có trụ sở chính tại Amsterdam. Các hoạt động chính của ING là trong lĩnh vực ngân hàng bao gồm Ngân hàng bán lẻ, trực tuyến, tư nhân, đầu tư, thương mại, dịch vụ bảo hiểm và quản lý tài sản. ING là tên viết tắt của Internationale Nederlanden Groep (tiếng Anh: International Netherlands Group có nghĩa là Tập đoàn Quốc tế Hà Lan).
Biểu tượng của tập đoàn là một con sư tử màu da cam (Orange Lion) ám chỉ đến nguồn gốc của tập đoàn theo nhà Orange-Nassau. ING là thành viên từ Hà Lan của nhóm các ngân hàng đa quốc gia châu Âu, một tổ chức hợp tác của 11 ngân hàng nổi tiếng đại diện cho 15 quốc gia châu Âu. Ngân hàng ING cũng đã có mặt trong Danh sách các ngân hàng có hệ thống quan trọng toàn cầu trong năm 2012.
Theo Fortune Global 500 năm 2012, ING là ngân hàng lớn nhất thế giới về doanh thu dịch vụ tài chính và bảo hiểm với tổng doanh thu doanh thu vượt quá 150 tỷ USD mỗi năm. Đây cũng là tập đoàn lớn thứ 18 thế giới về doanh thu. Tính đến năm 2013, ING phục vụ hơn 48 triệu khách hàng là các cá nhân và tổ chức tại hơn 40 quốc gia, với một lực lượng lao động trên toàn thế giới là trên 75.000 người.

## Lịch sử
ING có dấu vết nguồn gốc là từ công ty bảo hiểm lớn tại Hà Lan và dịch vụ ngân hàng của chính phủ Hà Lan.

### Bảo hiểm
Năm 1845, công ty bảo hiểm nhân thọ của Hà Lan được thành lập và phát triển, trở thành công ty bảo hiểm đầu tiên với các chi nhánh ngoài Hà Lan, với 139 chi nhánh trên toàn thế giới trong những năm 1900. Hai thập kỷ sau sự ra đời của công ty bảo hiểm chảy nổ của Hà Lan, năm 1863, Ngân hàng Bảo hiểm nhân thọ quốc gia được thành lập tại Rotterdam. Hai công ty bảo hiểm đã thực hiện nhiều vụ mua đi bán lại trước khi sáp nhập để tạo thành công ty bảo hiểm kết hợp Nationale-Nederlanden vào năm 1963 và mở rộng đáng kể trong những năm 1970 và 1980.

### Ngân hàng
Năm 1881, chính phủ Hà Lan đã tạo ra một hệ thống tiết kiệm bưu điện để khuyến khích người lao động bắt đầu tiết kiệm có tên Rijkspostspaarbank. Bốn thập kỷ sau đó, họ thêm Postcheque và Girodienst là dịch vụ cho phép người lao động làm việc để thực hiện thanh toán qua bưu điện. Riêng năm 1927, chính phủ Hà Lan đã khởi xướng một tổ chức lại của các ngân hàng Hà Lan mà kết quả trong việc thành lập ra ngân hàng bán lẻ ở Hà Lan và nước ngoài.
Năm 1986, các dịch vụ ngân hàng bưu điện đã được tư nhân hóa với tên Postbank NV và ba năm sau đó nó sáp nhập với ngân hàng bán lẻ NMB để tạo Tập đoàn NMB Postbank.

### Sáp nhập
Năm 1991, NMB Postbank và công ty bảo hiểm Nationale-Nederlanden đã được sáp nhập để thành lập ra Tập đoàn ING, sau khi thay đổi quy định cho phép các ngân hàng và doanh nghiệp bảo hiểm bắt tay với nhau.

Và kể từ khi sáp nhập, tập đoàn này liên tiếp thực hiện những thương vụ mua lại những công ty ngân hàng, bảo hiểm và quản lý tài sản lớn khác. Dưới đây là các thương vụ lớn:

### Mở rộng ra nước ngoài
ING Group mở rộng kinh doanh ra thế giới thông qua một số các vụ mua lại trong những năm 1990 bao gồm cả ngân hàng Ngân hàng Bruxelles Lambert (BBL) của Bỉ vào năm 1998, công ty bảo hiểm Mỹ Equitable of Iowa và ngân hàng thương mại Furman Selz. Tập đoàn cũng đã mua lại ngân hàng BHF có trụ sở tại Frankfurt vào năm 1999, mặc dù sau đó đã thanh lý lại vào năm 2004. ING cũng đã hiện diện tại châu Mỹ La tinh và châu Á Thái Bình Dương với việc mua lại ReliaStar và đơn vị dịch vụ tài chính của Aetna. Sau đó là mua lại ngân hàng Ngân hàng Śląski của Ba Lan và công ty bảo hiểm Mexico là Seguros Comercial América.
Tuy nhiên, năm 1995 khi ING mua ngân hàng Barings thì hoạt động kinh doanh ngân hàng đầu tư của ING tăng lên đáng kể. Để mở rộng kinh doanh chuỗi ngân hàng bán lẻ của mình ở nước ngoài, chứ không phải là tạo ra một mạng lưới chi nhánh, ING sử dụng  mô hình kinh doanh dịch vụ ngân hàng trực tuyến phát triển bởi NMB Postbank để khởi động cho một đơn vị ngân hàng trực tuyến ở nước ngoài gọi là ING Direct. Việc đầu tiên là thành lập ở Canada vào năm 1997, điều này đã được tiếp nối sau đó tại Mỹ, Anh, Đức, Pháp và Úc. Các tài khoản tiết kiệm chỉ có thể được truy cập trực tuyến là một biện pháp kinh doanh thành công và sinh ra một số dịch vụ tương tự từ các ngân hàng đối thủ cạnh tranh.